# Pokémon Quest
Pokémon Quest é um jogo spin-off de ação-aventura, desenvolvida pela Game Freak e publicado pela The Pokémon Company. Foi anunciado para o console Nintendo Switch em maio de 2018, posteriormente será lançado para dispositivos móveis para Android e iOS do mês seguinte.

## Jogabilidade
Pokémon Quest apresenta um desenho de estilo cúbico, voxel similiar a Minecraft. O jogo se desenvolve na Ilha Tumblecube, onde os Pokémon chamados de Pokexel se apresentam como formas cúbicas. The Pokémon Company apresenta que o jogo é da linha original da região de Kanto, acontece no jogo Pokémon Red & Blue. Os jogadores podem construir sua base, o que atrai Pokémon para sua equipe. Quando você anda pela ilha, os jogadores podem recrutar até três Pokémon com eles. Para atacar outros Pokémon, o jogador precisa esperar o medidor se encher e então tocar o movimento para o Pokémon atacar. No acampamento base, você pode cozinhar para atrair mais Pokémon.

## Lançamento
Pokémon Quest foi anunciado durante uma conferência de imprensa para o Pokémon Company em 30 de maio de 2018, em seguida, liberado para o eShop como mais tarde no mesmo dia gratuito para o Nintendo Switch. Mais tarde, também foi anunciado, que uma versão móvel será lançada para iOS e Android em 27 de junho de 2018.

### Conteúdo para download
Além do jogo, três pacotes de conteúdo para download foram lançados, juntamente com outros itens individuais a serem comprados. Os pacotes contêm elementos e bônus que melhoram a jogabilidade.